# Zabór pojazdu w celu krótkotrwałego użycia
Zabór pojazdu w celu krótkotrwałego użycia – występek polegający na zaborze pojazdu mechanicznego, któremu nie towarzyszy zamiar przywłaszczenia, a jedynie krótkotrwałego użycia. Sprawca chce posłużyć się zabranym pojazdem w celu doraźnym przez czas nieprzekraczający kilka godzin, by następnie porzucić go lub zwrócić właścicielowi. Wyłącznie ta okoliczność odróżnia omawiany występek od przestępstwa kradzieży. Dla ustalenia charakteru zamiaru sprawcy istotne są okoliczności towarzyszące dokonanemu zaborowi – jeżeli sprawca dokonuje przeróbek numerów identyfikacyjnych pojazdu, jego demontażu, poszukuje pasera w celu zbycia, to wówczas niewątpliwie działa z zamiarem przywłaszczenia i tym samym dokonuje kradzieży pojazdu.
Przestępstwo zaboru w celu krótkotrwałego użycia stanowi przykład penalizacji zastępczej – karania sprawców zaboru pojazdu, którym nie można było udowodnić działania z zamiarem przywłaszczenia (w celu osiągnięcia korzyści majątkowej).
Jeżeli pokrzywdzony jest osobą najbliższą dla podejrzanego, przestępstwo to jest ścigane jedynie na wniosek pokrzywdzonego; w innych wypadkach ściganie następuje z urzędu.

## Typy kwalifikowane
- zabór z włamaniem,
- zabór pojazdu znacznej wartości,
- zabór z porzuceniem pojazdu w stanie uszkodzonym lub w takich okolicznościach, że zachodzi niebezpieczeństwo utraty lub uszkodzenia pojazdu albo jego części lub zawartości,
- zabór rozbójniczy